# Robins Pool
Der Robins Pool ist ein See im Südwesten des australischen Bundesstaates Western Australia in der Wheatbelt-Region. 
Der See liegt im Verlauf des Avon River nördlich von Beverley am Great Southern Highway.